# Archinto

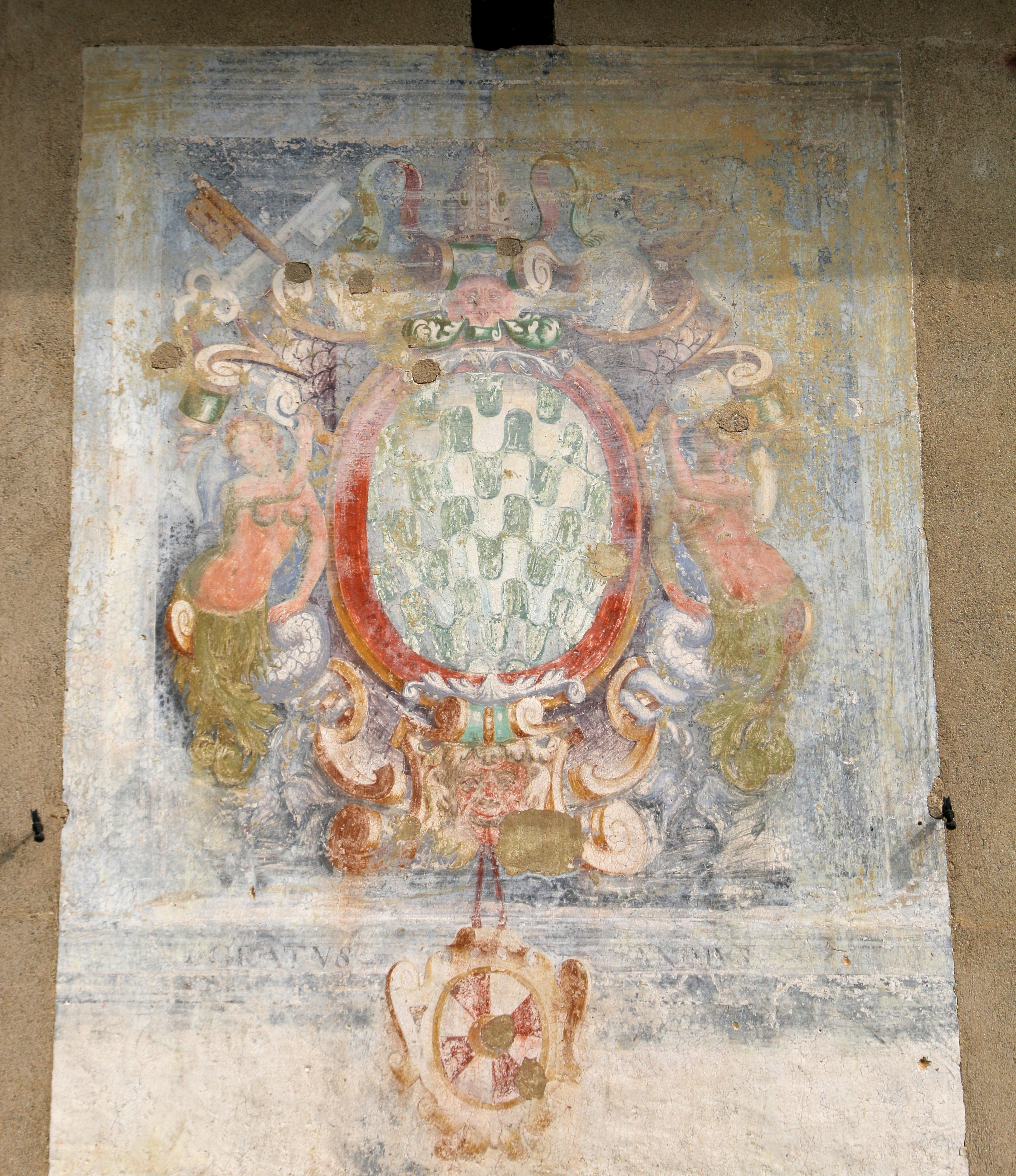
Stremma di Casa Archinto in un affresco nella canonica della Cattedrale di Novara

La Casata degli Archinto è una famiglia nobile italiana sviluppatasi a Milano e ascesa agli onori cittadini nel corso del XVII secolo.

## Storia

### Origini
Le origini della casata si fanno risalire all'XI secolo a Milano ove visse in semioscurità sino al tardo Quattrocento quando, grazie alla professione di banchieri e ad un'accurata politica locale, riuscì ad inserire alcuni propri membri nell'ambito ecclesiastico dell'arcidiocesi, ottenendo anche che alcuni membri sedessero sulla cattedra arcivescovile milanese come ad esempio Filippo. Giuseppe (m. 1477), fu consigliere ducale, come pure suo figlio Cristoforo.

### Ascesa
Col Seicento con la dominazione spagnola nel Ducato di Milano, la famiglia ottenne di essere compresa nel cavalierato di Malta e successivamente ottenne il grandato di Spagna di I classe che valse a personaggi come Carlo Archinto, conte di Tainate, il Toson d'Oro.
La famiglia, potente ancora durante tutto il Settecento, fece costruire a Milano il palazzo residenziale di via Olmetto su disegno del Richini e incrementò i propri possedimenti anche nel contado oltre ad ampliare la propria influenza in campo ecclesiastico arrivando a ricoprire posizioni di rilievo in altre sedi diocesane lombarde.
Contrassero matrimoni di rilievo nella società aristocratica milanese imparentandosi con i Melzi d'Eryl, i Barbiano di Belgioioso, i Borromeo e i Castelbarco Albani.

## Albero genealogico della famiglia Archinto
Sono riportati i membri titolati della famiglia.
|                                                                            |                                                                            |                                                                |                                                                | | |                                                                                           |                                                                                           |                                                             |                                                            | | |                                                                                   |                                                                                   |                        |                                                                        |                                                                        |
|                                                                            |                                                                            |                                                                |                                                                | | |                                                                                           |                                                                                           |                                                             |                                                            | | Carlo I conte di Tainate *1610 †1665 Caterina Arese                                                          |                                                                                   |                                                                                   |                        |                                                                        |                                                                        |
|                                                                            |                                                                            |                                                                |                                                                | | |                                                                                           |                                                                                           |                                                             |                                                            | | |                                                                                   |                                                                                   |                        |                                                                        |                                                                        |
|                                                                            |                                                                            |                                                                |                                                                | | |                                                                                           |                                                                                           |                                                             |                                                            | | |                                                                                   |                                                                                   |                        |                                                                        |                                                                        |
|                                                                            |                                                                            |                                                                |                                                                | | |                                                                                           | Margherita *1639 †1682 Ermes Visconti, marchese di San Vito                               | Margherita *1639 †1682 Ermes Visconti, marchese di San Vito | Filippo I marchese di Parona *1644 †1712 Camilla Stampa    | Filippo I marchese di Parona *1644 †1712 Camilla Stampa                                                      | Giuseppe *1651 †1712 Arcivescovo di Milano Cardinale                                                         | Giuseppe *1651 †1712 Arcivescovo di Milano Cardinale                              | Ludovico *1653 †1693 ?                                                            | Ludovico *1653 †1693 ? | Lucrezia *1656 †1713 Giovanni Tommaso Gallarati, II marchese di Cerano | Lucrezia *1656 †1713 Giovanni Tommaso Gallarati, II marchese di Cerano |
|                                                                            |                                                                            |                                                                |                                                                | | |                                                                                           |                                                                                           |                                                             |                                                            | | |                                                                                   |                                                                                   |                        |                                                                        |                                                                        |
|                                                                            |                                                                            |                                                                |                                                                | | |                                                                                           |                                                                                           |                                                             |                                                            | | |                                                                                   |                                                                                   |                        |                                                                        |                                                                        |
|                                                                            |                                                                            |                                                                |                                                                | | | Carlo II marchese di Parona *1670 †1732 1.Giulia Barbiano di Belgioioso 2.Faustina Mattei | Carlo II marchese di Parona *1670 †1732 1.Giulia Barbiano di Belgioioso 2.Faustina Mattei | Girolamo *1672 †1721 arcivescovo                            | Girolamo *1672 †1721 arcivescovo                           | Lucrezia *1684 †1745 Giuseppe Stampa, marchese di Soncino                                                    | Lucrezia *1684 †1745 Giuseppe Stampa, marchese di Soncino                                                    | Maria Caterina *1686 †1757 Gerolamo Talenti Fiorenza, marchese di Conturbia       | Maria Caterina *1686 †1757 Gerolamo Talenti Fiorenza, marchese di Conturbia       |                        |                                                                        |                                                                        |
|                                                                            |                                                                            |                                                                |                                                                | | |                                                                                           |                                                                                           |                                                             |                                                            | | |                                                                                   |                                                                                   |                        |                                                                        |                                                                        |
|                                                                            |                                                                            |                                                                |                                                                | | |                                                                                           |                                                                                           |                                                             |                                                            | | |                                                                                   |                                                                                   |                        |                                                                        |                                                                        |
| 1.Francesca *1691 †1716 Giovanni Battista Trotti, conte di Santa Giulietta | 1.Francesca *1691 †1716 Giovanni Battista Trotti, conte di Santa Giulietta | 1.Teresa *1694 †1770 Giulio Antonio Lucini, marchese di Besate | 1.Teresa *1694 †1770 Giulio Antonio Lucini, marchese di Besate | 1.Maria *1696 †1762 1.Carlo Giorgio Clerici, marchese 2.Antonio Tolomeo Gallio Trivulzio, principe del S.R.I. | 1.Maria *1696 †1762 1.Carlo Giorgio Clerici, marchese 2.Antonio Tolomeo Gallio Trivulzio, principe del S.R.I. | 1.Filippo III marchese di Parona *1697 †1751 Giulia Borromeo Arese                        | 1.Filippo III marchese di Parona *1697 †1751 Giulia Borromeo Arese                        | 1.Alberico *1698 †1758 Cardinale                            | 1.Alberico *1698 †1758 Cardinale                           | 1.Giuseppe *1700 †1777 Joan Barret                                                                           | 1.Giuseppe *1700 †1777 Joan Barret                                                                           | 1.Anna *1708 †1788 Francesco Agostino Besozzi, conte di Cormano                   | 1.Anna *1708 †1788 Francesco Agostino Besozzi, conte di Cormano                   |                        |                                                                        |                                                                        |
|                                                                            |                                                                            |                                                                |                                                                | | |                                                                                           |                                                                                           |                                                             |                                                            | | |                                                                                   |                                                                                   |                        |                                                                        |                                                                        |
|                                                                            |                                                                            |                                                                |                                                                | | |                                                                                           |                                                                                           |                                                             |                                                            | | |                                                                                   |                                                                                   |                        |                                                                        |                                                                        |
|                                                                            |                                                                            |                                                                |                                                                | | Carlo IV marchese di Parona *1735 †1804 Maria Erba Odescalchi Estinzione della linea                          | Carlo IV marchese di Parona *1735 †1804 Maria Erba Odescalchi Estinzione della linea      | Giovanni *1736 †1799 cardinale                                                            | Giovanni *1736 †1799 cardinale                              |                                                            | Luigi V marchese di Parona *1742 †1821 Marianna Manfredi                                                     | Luigi V marchese di Parona *1742 †1821 Marianna Manfredi                                                     |                                                                                   |                                                                                   |                        |                                                                        |                                                                        |
|                                                                            |                                                                            |                                                                |                                                                | | |                                                                                           |                                                                                           |                                                             |                                                            | | |                                                                                   |                                                                                   |                        |                                                                        |                                                                        |
|                                                                            |                                                                            |                                                                |                                                                | | |                                                                                           |                                                                                           |                                                             |                                                            | | |                                                                                   |                                                                                   |                        |                                                                        |                                                                        |
|                                                                            |                                                                            |                                                                |                                                                | | |                                                                                           |                                                                                           |                                                             | Adelaide *1782 †? conte Giovanni Sardi                     | Adelaide *1782 †? conte Giovanni Sardi                                                                       | Giuseppe VI marchese di Parona *1783 †1861 Cristina Trivulzio                                                | Giuseppe VI marchese di Parona *1783 †1861 Cristina Trivulzio                     |                                                                                   |                        |                                                                        |                                                                        |
|                                                                            |                                                                            |                                                                |                                                                | | |                                                                                           |                                                                                           |                                                             |                                                            | | |                                                                                   |                                                                                   |                        |                                                                        |                                                                        |
|                                                                            |                                                                            |                                                                |                                                                | | |                                                                                           |                                                                                           |                                                             |                                                            | | |                                                                                   |                                                                                   |                        |                                                                        |                                                                        |
|                                                                            |                                                                            |                                                                |                                                                | | |                                                                                           |                                                                                           |                                                             |                                                            | Luigi VII marchese di Parona *1821 †1899 Giulia Gargantini                                                   | Luigi VII marchese di Parona *1821 †1899 Giulia Gargantini                                                   | Maria Beatrice *1822 †1899 Emilio Altieri, VII principe di Oriolo                 | Maria Beatrice *1822 †1899 Emilio Altieri, VII principe di Oriolo                 |                        |                                                                        |                                                                        |
|                                                                            |                                                                            |                                                                |                                                                | | |                                                                                           |                                                                                           |                                                             |                                                            | | |                                                                                   |                                                                                   |                        |                                                                        |                                                                        |
|                                                                            |                                                                            |                                                                |                                                                | | |                                                                                           |                                                                                           |                                                             |                                                            | | |                                                                                   |                                                                                   |                        |                                                                        |                                                                        |
|                                                                            |                                                                            |                                                                |                                                                | | |                                                                                           |                                                                                           |                                                             | Cristina *1861 †1936 Francesco Moncada, conte di Cammarata | Cristina *1861 †1936 Francesco Moncada, conte di Cammarata                                                   | Giuseppe VIII marchese di Parona *1863 †1934 Erminia Sacerdoti                                               | Giuseppe VIII marchese di Parona *1863 †1934 Erminia Sacerdoti                    |                                                                                   |                        |                                                                        |                                                                        |
|                                                                            |                                                                            |                                                                |                                                                | | |                                                                                           |                                                                                           |                                                             |                                                            | | |                                                                                   |                                                                                   |                        |                                                                        |                                                                        |
|                                                                            |                                                                            |                                                                |                                                                | | |                                                                                           |                                                                                           |                                                             |                                                            | | |                                                                                   |                                                                                   |                        |                                                                        |                                                                        |
|                                                                            |                                                                            |                                                                |                                                                | | |                                                                                           |                                                                                           |                                                             |                                                            | Luigi Filippo IX marchese di Parona *1900 †1986 Maria Luisa Groppallo Rocca Saporiti ARCHINTO ROCCA SAPORITI | Luigi Filippo IX marchese di Parona *1900 †1986 Maria Luisa Groppallo Rocca Saporiti ARCHINTO ROCCA SAPORITI | Archinta Maria Giulia *1902 †1996 Guglielmo Castelbarco Albani Visconti Simonetta | Archinta Maria Giulia *1902 †1996 Guglielmo Castelbarco Albani Visconti Simonetta |                        |                                                                        |                                                                        |
|                                                                            |                                                                            |                                                                |                                                                | | |                                                                                           |                                                                                           |                                                             |                                                            | | |                                                                                   |                                                                                   |                        |                                                                        |                                                                        |
|                                                                            |                                                                            |                                                                |                                                                | | |                                                                                           |                                                                                           |                                                             |                                                            | | |                                                                                   |                                                                                   |                        |                                                                        |                                                                        |
|                                                                            |                                                                            |                                                                |                                                                | | |                                                                                           |                                                                                           |                                                             |                                                            | Alberico *1932 †1983 1.Maria Rosa Marconi                                                                    | |                                                                                   |                                                                                   |                        |                                                                        |                                                                        |
|                                                                            |                                                                            |                                                                |                                                                | | |                                                                                           |                                                                                           |                                                             |                                                            | | |                                                                                   |                                                                                   |                        |                                                                        |                                                                        |
|                                                                            |                                                                            |                                                                |                                                                | | |                                                                                           |                                                                                           |                                                             |                                                            | | |                                                                                   |                                                                                   |                        |                                                                        |                                                                        |
|                                                                            |                                                                            |                                                                |                                                                | | |                                                                                           |                                                                                           |                                                             |                                                            | Manfredo X marchese di Parona *1963 Stefania Carla Sordillo                                                  | |                                                                                   |                                                                                   |                        |                                                                        |                                                                        |

## Archinto, conti di Tainate (1628) e marchesi di Parona (1707)
- Carlo (m. 1665), I conte di Tainate
- Filippo (1644-1712), II conte di Tainate, dal 1707 I marchese di Parona (ex uxor)
- Carlo (1670-1732), II marchese di Parona, III conte di Tainate
- Filippo (1697-1751), III marchese di Parona, IV conte di Tainate
- Carlo (1735-1805), IV marchese di Parona, V conte di Tainate
- Luigi (1742-1821), V marchese di Parona, VI conte di Tainate, cugino del precedente
- Giuseppe (1783-1861), VI marchese di Parona, VII conte di Tainate
- Luigi (1821-1899), VII marchese di Parona, VIII conte di Tainate
- Giuseppe (1863-1934), VIII marchese di Parona, IX conte di Tainate
- Luigi Filippo (1900-1986), IX marchese di Parona, X conte di Tainate, sposò la marchesa Maria Luisa Groppallo Rocca Saporiti
- Manfredo Archinto Rocca Saporiti (n.1963), X marchese di Parona, XI conte di Tainate, sposò Stefania Carla Sordillo, nipote del precedente

## Membri famosi della casata degli Archinto
- Alberico Archinto, cardinale segretario di Stato
- Carlo Archinto, conte di Tainate
- Filippo Archinto, arcivescovo di Milano
- Gerolamo Archinto, vescovo di Vigevano
- Girolamo Archinto, arcivescovo titolare di Tarso e nunzio apostolico del Granducato di Toscana, Colonia e Polonia
- Giovanni Archinto, cardinale
- Giuseppe Archinto, cardinale, arcivescovo di Milano
- Giuseppe Archinto, politico e collezionista
- Jacopo Archinto, arciprete di Monza
- Orazio Archinto, pubblico amministratore
- Romolo Archinto, vescovo di Novara
- Rosellina Archinto (nata Marconi), editrice italiana

## Monumenti legati alla famiglia Archinto
Gli Archinto costruirono nei secoli molte residenze che, pur non appartenendo più ai discendenti della famiglia, spesso ne portano ancora il nome. Tra di esse:
- Palazzo Archinto, palazzo storico di Milano, situato in via Olmetto n. 6
- Palazzo Archinto, palazzo storico di Milano, situato in via Passione, oggi sede dell'Educandato Statale Emanuela Setti Carraro dalla Chiesa
- Palazzo Archinto, villa di delizia a Robecco sul Naviglio[4][5]
- Villa Archinto Pennati, villa di Monza
- Villa Archinto-Sommaruga, villa di Samarate
- Villa Archinto Pisani Dossi, villa di Corbetta
- Villa Gargantini, villa di Incirano, frazione di Paderno Dugnano